# Liniendiagramm

Liniendiagramm (bei streuenden Werten)

Liniendiagramm
(bei einer Gesetzmäßigkeit)

Ein Liniendiagramm, auch Kurvendiagramm, ist die graphische Darstellung des funktionellen Zusammenhangs zweier (bei zweidimensionaler Darstellung) oder dreier (bei dreidimensionaler Darstellung) Merkmale als Diagramm in Linienform, wodurch Veränderungen bzw. Entwicklungen (etwa innerhalb eines bestimmten Zeitabschnitts) dargestellt werden können. Im Gegensatz zum Streudiagramm kann es jeweils nur ein Wertepaar bzw. Wertetrio geben.

Dieselben Messpunkte mit zwei verschiedenen Ausgleichslinien

Wenn bei einer Messung genügend viele Messpunkte gesammelt werden, können die Punkte über eine Linie verbunden werden. Bei stark streuenden Punkten wird man dazu Strecken verwenden; bei erkennbarer Gesetzmäßigkeit ist eine stetig gekrümmte ausgleichende Darstellung in Physik und Technik die bessere Wahl. Diese Form kann Schlüsse auf eine geeignete Funktion zur mathematischen Beschreibung der Gesetzmäßigkeit ermöglichen. Je nach Hintergrundwissen (Erwartung an den Verlauf) oder persönlicher Bewertung (einzelne Messpunkte als Ausreißer) kann die Linie durchaus unterschiedlich ausfallen.
Umgekehrt können Punkte aus einer bekannten Formel berechnet werden, und der mathematische Zusammenhang kann mittels kontinuierlicher Linie veranschaulicht werden. Bei dieser Darstellung spricht man auch von einem Funktionsgraph.
Zur einheitlichen unmissverständlichen und übersichtlichen graphischen Darstellung funktionaler Zusammenhänge in Naturwissenschaft und Technik gibt es Festlegungen in der Norm DIN 461.
Meistens wird das kartesische Koordinatensystem verwendet, aber auch krummlinige Koordinatensysteme werden eingesetzt, z. B. die Tachoscheibe bei Lkw oder ein horizontales Antennendiagramm.